# Бренч, Алоиз Алоизович
Алоиз Алоизович Бренч (латыш. Aloizs Brenčs, 6 июня 1929, Рига, Латвия — 28 октября 1998, там же) — советский и латвийский кинорежиссёр и сценарист. Народный артист Латвийской ССР (1990), Лауреат Государственной премии СССР (1983), мастер остросюжетного кино.

## Биография
Алоиз Бренч родился 6 июня 1929 года в Риге. Семья жила бедно. В годы войны был отдан вместе с сестрой Лонией в батраки на хутор Витрупе, где через 30 лет снимет «Долгую дорогу в дюнах».
Окончил режиссёрский факультет Латвийской государственной консерватории им. Я. Витола (1953) и Высшие режиссёрские курсы в Москве (1956).
В 1945—1946 годах — актёр Государственного художественного театра Латвийской ССР, артист миманса в Государственном академическом театре оперы и балета Латвийской ССР.
В 1953—1954 годах — главный режиссёр Управления радиоинформации при Министерстве культуры Латвийской ССР.
С 1954 года работал на Рижской киностудии (параллельно, в 1951—1957 — руководитель художественной самодеятельности на заводе «ВЭФ»). В 1956—1966 годах снимал киножурналы (выпустил 146 киножурналов), среди них первый выпуск киножурнала «Māksla» (совместно с Вадимом Массом), документальные и игровые фильмы, занимался дубляжем. Член КПСС с 1969 года.
Вместе с режиссёром Герцем Франком снял на Куйбышевской студии хроникально-документальных фильмов документальный фильм «Без легенд» (1968). В фильме противопоставлялись «лакировочный» портрет передовика производства, созданный официозной пропагандой, и правдивый рассказ о его судьбе. Тема и даже приёмы фильма предвещали появление картины Анджея Вайды «Человек из мрамора» (1978).
В 1970-80-е годы стал признанным мастером советских остросюжетных детективов с «прибалтийским» колоритом.
Один из двух режиссёров из Латвии (второй — Янис Стрейч), обладавший высшей профессиональной категорией, принятой во всесоюзной системе кинопроизводства.
Дважды избирался депутатом Рижской думы. Принимал участие в парламентских выборах по списку Демократической партии «Саймниекс». Последние годы работал в жилищной комиссии Рижской думы.
В 1996 году снял свой последний фильм «Анна» по заказу католической церкви.
Скоропостижно скончался 28 октября 1998 года от обширного инфаркта. Похоронен на рижском кладбище Микеля.
Памяти Алоиза Бренча был посвящён снятый в 2003 году документальный фильм режиссёра А. Цане по сценарию А. Редовича.
Вдова — Ася Бренч.

## Награды
- Заслуженный деятель искусств Латвийской ССР (1977)
- Орден Дружбы народов (1981)
- Лауреат Государственной премии СССР (1983), за фильм «Долгая дорога в дюнах»
- Народный артист Латвийской ССР (1990)

## Фильмография
1. 1964 — До осени далеко

Надгробный памятник на кладбище Микеля

2. 1967 — Когда дождь и ветер стучат в окно
3. 1968 — 24-25 не возвращается
4. 1969 — Тройная проверка
5. 1971 — Большой янтарь
6. 1971 — Город под липами
7. 1973 — Шах королеве бриллиантов
8. 1974 — Свет в конце тоннеля
9. 1975 — Ключи от рая
10. 1976 — Быть лишним
11. 1977 — Подарки по телефону
12. 1978 — Ралли
13. 1980 — Долгая дорога в дюнах
14. 1983 — Мираж
15. 1985 — Двойной капкан
16. 1990 — Семья Зитаров
17. 1991 — Депрессия
18. 1992 — Дуплет
19. 1994 — Роман «alla russa» (Роман в русском стиле)
20. 1996 — Анна